# Ruellia adenocalyx
Ruellia adenocalyx är en akantusväxtart som beskrevs av Gustav Lindau. Ruellia adenocalyx ingår i släktet Ruellia och familjen akantusväxter. Inga underarter finns listade i Catalogue of Life.